# 라츠 티티지안
라츠 티티지안(Hrach Titizian, 1979년 5월 26일 ~ )은 미국의 영화배우, 연극 배우, 텔레비전 배우이다.
로스앤젤레스에서 태어났다.

## 영화
- L.A. 아이 헤이트 유 (2011년) - 아라즈 역
- [[초[민망한]능력자들]] (2009년) - 키드냅퍼 #1 역
- 플롯 (2008년)
- 킹덤 (2007년)